# Vochlování
Vochlování je pročesávání lýkových vláken vochlí. Vochle je plocha posázená (podle určitého systému) jehlami nebo ostrými hroty.

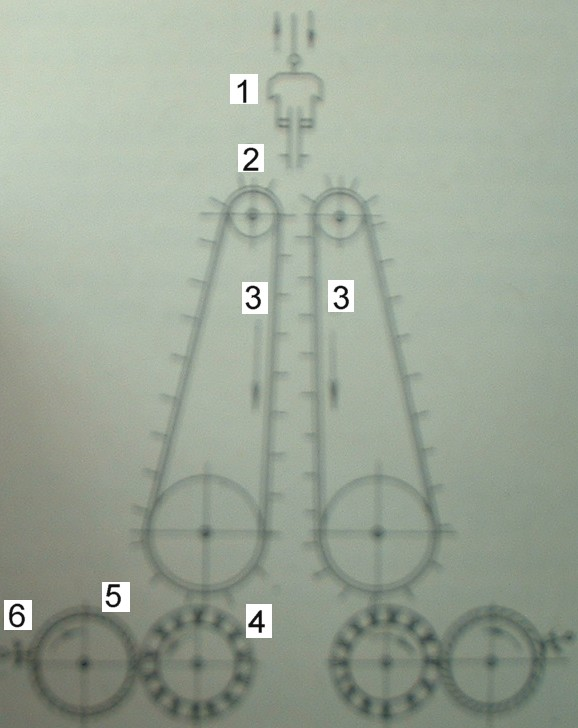
Schéma vochlovacího stroje

Účelem je rozštěpení proužků lýka na jemnější vlákna, odstranění pazdeří a nečistot. Podle některých odborníků má vochlování při zpracování lýkových vláken stejnou funkci jako česání u bavlny nebo vlny (ačkoliv se pro lýková vlákna používají vedle vochlovacích také speciální česací stroje). 
Ruční vochlování spočívá v protahování hrsti vláken přes hrubou vochli, což je prkno s ocelovými hroty. Vlákna se při tom urovnají a zbaví zcuchaných a zauzlených smotků.
Strojní vochlování se provádí zpravidla na pásovém vochlovacím stroji (anglicky: hackle machine, německy: Heckelmaschine) (viz schematický nákres vpravo):
Přiváděcí vůz (1) předkládá hrsti třeného lnu ve skřipcích (2). Vochlovací jehličky na pásech (3) štěpí vlákna z obou stran a zbavuje je koudele, pazdeří a nečistot. Přiváděcí vůz se posouvá ve směru šířky ojehlených pásů (až 18 vedle sebe) a pročesávání se několikrát opakuje. Hrsti provochlovaných vláken se pak ukládají na dopravník, kde se z nich vytváří souvislý pás o šířce asi 10 cm nebo se vrstva vláken zhušťuje do pramene a ukládá do konve (výkon: až 250 kg / hod).
Koudel se zčesává kartáčem (4) a odvádí přes snímací válec (5) a zčesávací hřeben (6) do sběrné skříně. 
Vochle se používají také v hřebenovém mechanizmu průtahového ústrojí u posukovacích strojů na lýková vlákna. Jsou to ojehlené lišty, které se pohybují s pomocí šnekového mechanizmu ve směru průchodu vláken průtahovým polem. Jejich účelem je kontrolovat pohyb krátkých vláken v posukovaném materiálu.